# Кузьма Любомир-Роман
Любомир-Роман Кузьма́ (англ. Lubomyr Kuzma; 24 травня 1913, Біле — 8 березня 2004, Таннерсвілл) —  український мистецтвознавець, художник і педагог  . Член Об'єднання митців-українців в Америці (його голова у 1954—1973 роках).

## Життєпис
Народився 24 травня 1913 року в селі Білому (нині Львівський район Львівської області, Україна). Упродовж 1923—1931 років навчався у класичній гімназії у Львові, водночас у 1927—1931 роках брав приватні уроки з малювання у художника Миколи Федюка. Освіту продовжив здобувати на біологічному факультеті Львівського університету, який закінчив у 1937 році, водночас навчався у художників Зигмунда Радницького та Владислава Ляма. У 1938—1939 роках навчався у Варшавській академії мистецтв, належав до варшавської групи «Спокій».
Після закінчення Другої світової війни протягом 1946—1948 років перебував у таборах для переміщених осіб у Берхтесгадені та Мюнхені, був членом мюнхенської Української спілки образотворчих мистців.
З 1949 року — у Сполучених Штатах Америки, де спочатку оселився у Нью-Йорку, згодом у Таннерсвіллі. Упродовж 1956—1964 років викладав рисунок, малярство та історію мистецтва у власній мистецькій школі; у 1964—1968 роках — викладав історію українського та світового мистецтва в Школі українознавства в Нью-Йорку.
Помер у Таннерсвіллі 8 березня 2004 року.

## Творчість
Працював у галузях станкового живопису (у жанрах натюрморту, пейзажу, портрета), станкової і книжкової графіки. У техніках олії, темпери, енкаустики, акварелі, пастелі писав реалістичні картини з елементами сюрреалізму. Серед живописних робіт:
- «Міський пейзаж» (1940-ві);
- «Квіти» (1940-ві);
- «Дівчина за читанням книги» (1940-ві);
- «Діти» (1940-ві);
- «Автопортрет» (1943; 1950, полотно, олія; 1954, картон, темпера);
- «Вечір» (1947);
- «Отара» (1947);
- «Мати» (1950-ті);
- «Дружина» (1950-ті);
- «Місячна ніч» (1950-ті);
- «Осінні плоди» (1950-ті);
- «Ноктюрн» (1950-ті);
- «Червоний кущ» (1950-ті);
- «Дах» (1956);
- «Водяні лілеї» (1957);
- «Червона паприка» (1958);
- «Танцюристка та хореограф Олена Ґердан-Заклинська» (1960-ті);
- «Смерть партизана» (1960-ті);
- «Зоя Полевська» (1962);
- «Тарас Шевченко пише поему» (1962);
- «Концерт» (1962);
- «І. Кордуба» (1962);
- «Л. Пришляк» (1962);
- «Вечірня елегія» (1962);
- «Дитина на фермі» (1962);
- «Дружина з кішкою» (1962);
- «Сходять тюльпани» (1962);
- «Гарбузи» (1963);
- «Діти над морем» (1964);
- «Гетьманівна» (1967, полотно, олія);
- «Зеня Кордуба» (1967, полотно, олія);
- «Гриби на пеньку» (1967);
- «У метро» (1970-ті);
- «Черевичок дитини» (1976);
- «Гаунтен» (1977);
- «Крокуси» (1980-ті, полотно, олія);
- «Іриси» (1992, картон, темпера, енкаустика).

Оформив збірки нарисів «Багато неба» (1954) і роман-хроніку «Хрещатий Яр» (1956) Докії Гуменної, книгу «По рідному краю» Дмитра Дорошенка.
Брав участь у мистецьких виставках з 1938 року, зокрема перебуваючи у Німеччині у 1947 році виставляв свої картини «Вечір» та «Отара» у Берхтесгадені, а також 1 948 році під час Тижня української культури в Мюнхені. Виставлявся в Торонто, Парижі. Персональні виставки провів у Нью-Йорку у 1961, 1964, 1975, 1994, 2003 роках, Воррені у 1976, 1983 роках.
Деякі роботи художника зберігаються в Національному музеї (близько 40 картин) та Палаці мистецтв Омеляна і Тетяни Антоновичів у Львові, Українському музеї Наукового товариства імені Тараса Шевченка в Америці у Нью-Йорку.
Автор мистецтвознавчих досліджень про творчість Олександра Архипенка, Михайла Мироша, Сергія Литвиненка, Ярослави Геруляк та інших. 2012 року у львівській антології «Ідеї, смисли, інтерпретації образотворчого мистецтва: українська теоретична думка XX століття» вміщено його статті «Сучасне чи модерне мистецтво?», «Світовий комунізм і модерне мистецтво» та інші.